# Diafragma (optica)

De invloed van het diafragma op de scherptediepte

In de optica is een diafragma een (meestal ronde of veelhoekige) opening in de lichtbaan van een lens of objectief die een bepaalde hoeveelheid licht door kan laten of tegenhouden. Het midden van het diafragma valt samen met de optische as van de binnenvallende lichtbundel in het instrument of objectief.

Robert Hooke paste als eerste een diafragma of mechanische iris toe in zijn microscoop.
Veel fototoestellen hebben een verstelbaar diafragma waardoor de hoeveelheid invallend licht kan worden veranderd. Belichting kan verder worden beïnvloed door het wijzigen van de belichtingstijd met behulp van de sluiter.
De iris is het diafragma van het menselijk oog.
Donkerveldmicroscopen maken gebruik van een speciaal diafragma in ringvorm dat juist de lichtstralen die langs de optische as zouden lopen tegenhoudt en randstralen doorlaat.

## Fotografie

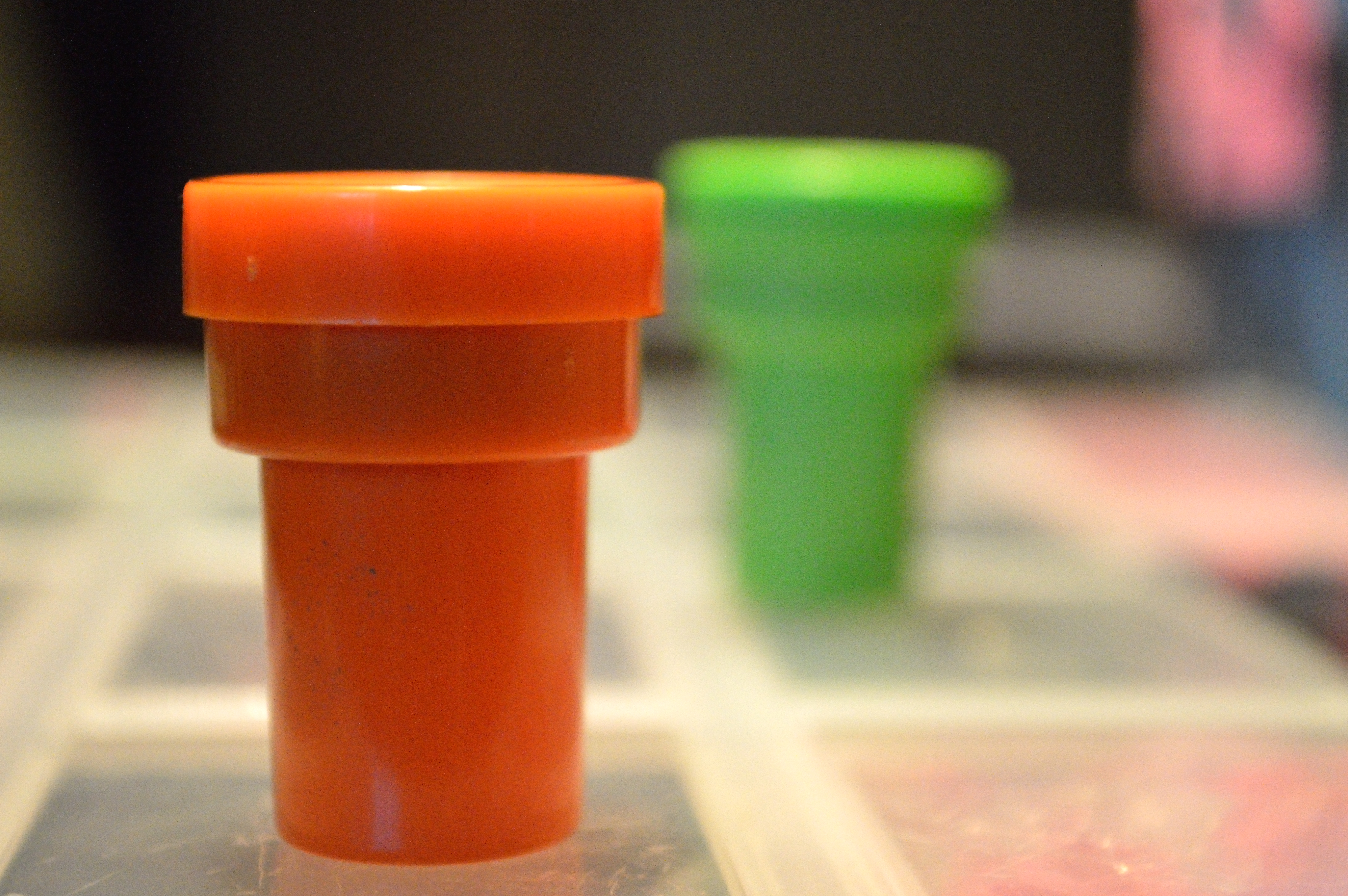
Foto met een hoog diafragma (lage f-waarde), waarbij scherp is gesteld op het oranje voorwerp.

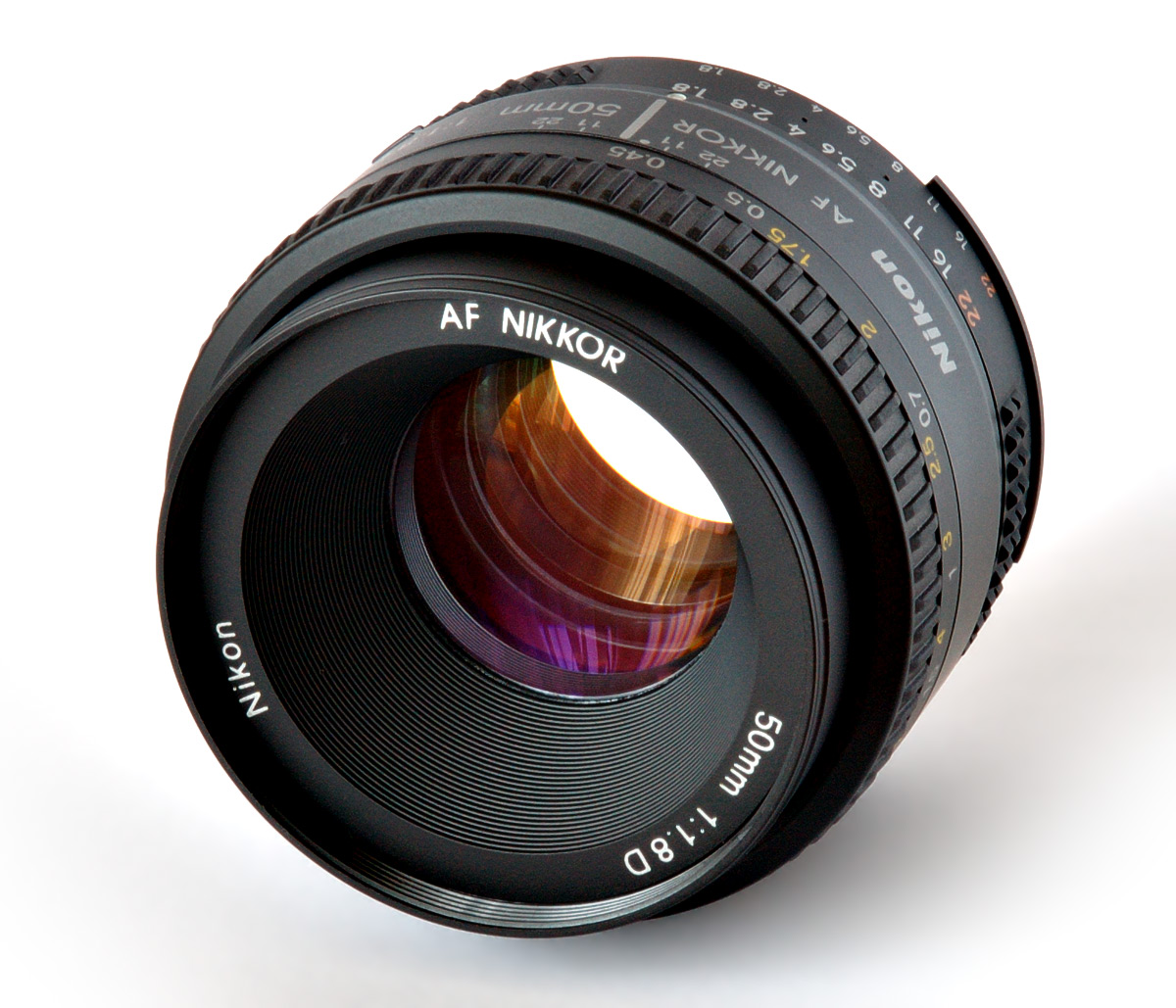
Nikon AF 50mm/1.8D-objectief met volledig geopend diafragma

Diafragma bij een Spiegelreflexcamera

Bij een kleiner diafragma wordt de hoeveelheid doorgelaten licht kleiner en neemt de scherptediepte toe. Ook bepaalde lensfouten nemen af bij kleiner diafragma, daar tegenover staat dat bij kleiner diafragma bepaalde brekings- en buigingsverschijnselen ook weer toenemen, zodat voor de meeste objectieven geldt dat ze bij een lensopening van 2 à 3 stops onder de maximale opening optimaal functioneren. Randonscherpte en vignettering die bij volle lensopening in mindere of meerdere mate zichtbaar zijn (afhankelijk van de kwaliteit van het objectief) verdwijnen en ook de middenscherpte is optimaal. Naarmate de lensopening verder wordt verkleind, zal de scherptediepte wel toenemen, maar de scherpte in het scherpstelvlak niet, en vaak juist minder worden. Tevens bepaalt de grootte en de vorm van het diafragma de bokeh van een objectief.
Met de langere belichtingstijd neemt echter ook de kans op bewegingsonscherpte toe.

### Constructie
Het diafragma van een objectief bestaat meestal uit een aantal metalen plaatjes (lamellen) die samen een cirkelvormige opening vormen (hoe meer lamellen hoe beter een cirkel benaderd wordt). De grootte van de diafragmaopening kunnen we veranderen en werd gestandaardiseerd. Ze wordt weergegeven door getallen: het diafragmagetal (ook wel F-getal genoemd).
De 'stervorm' die we zien als een punt op een foto sterk overbelicht wordt (bijvoorbeeld de zon) is meestal een gevolg van interne reflecties op de inwendige randen van het diafragma; door het aantal punten van de ster te tellen kun je zien uit hoeveel lamellen het diafragma gemaakt was. Dit is een optische fout, althans een artefact van veel objectieven waar we zo aan gewend geraakt zijn dat ook bij foto's die deze afwijking niet vertonen het effect digitaal kan worden aangebracht om 'echter' te lijken.

### Automatisch diafragma
In meetzoekercamera's kan het diafragma altijd in de gewenste stand staan. Bij spiegelreflexcamera's wordt de opnamelens echter ook gebruikt voor de zoeker. Hierbij kan het zoekerbeeld erg donker worden als er een klein diafragma geselecteerd is. Bovendien is door de grotere scherptediepte het scherpstellen veel lastiger.
In eerste instantie werd hiervoor het zogenaamde preset-diafragma ingevoerd. Hierbij was een verstelbare mechanische blokkade op de diafragmaring aangebracht, waarmee vlak voor de opname het diafragma met de hand tot de juiste waarde dichtgedraaid kon worden.
Al vrij snel na de opkomst van de spiegelreflexcamera werd echter het „automatisch diafragma” geïntroduceerd. Hierbij blijft het diafragma vol open staan, ongeacht de op de diafragmaring gekozen instelling. Pas bij het maken van de opname wordt een pen of hendel in de lensvatting ingedrukt waardoor het diafragma tot de gewenste waarde sluit.
Een complicatie van dit mechanisme kwam naar voren toen de camera's voorzien werden van ingebouwde lichtmeting door de lens. Omdat de lichtmeter met open lens mat, zou geen rekening gehouden worden met het geselecteerde diafragma. Dit werd ondervangen door de diafragmasimulator, een mechanisme dat de stand van de diafragmaring overbracht naar de lichtmeter in de camera zelf. Sommige merken, zoals Nikon, gebruikten een externe overbrenging die zichtbaar is als een „vorkje” op de diafragmaring dat een pennetje op de lichtmeter heen en weer bewoog, bij andere merken zijn soortgelijke mechanismen intern in de lensvatting aangebracht. Moderne uitvoeringen brengen de stand van de diafragmaring – voor zover nog aanwezig – elektrisch of digitaal over via contactpunten die in de lensvatting zijn aangebracht.

### Diafragma-automatiek
Naast het automatisch diafragma is er ook nog de "diafragma-automatiek", waarmee de juiste belichting verkregen wordt door het automatisch aanpassen van het diafragma aan de hand van de gemeten lichthoeveelheid en de door de gebruiker gekozen sluitertijd. Omdat het instellen van een bepaald diafragma ook een creatief middel is wordt door veel fotografen echter de voorkeur gegeven aan "sluitertijd-automatiek", waarbij de sluitertijd aangepast wordt aan het gekozen diafragma. "Programma-automatiek" past zowel sluitertijd als diafragma aan voor een juiste belichting.